# عمر عبد الباسط الشمري
عمر عبد الباسط حسن عبد الحفيظ الشمري (مواليد 1 يناير 2001 في البحرين) هو لاعب كرة قدم بحريني يجيد اللعب في مركز الظهير الأيمن وبدرجة أقل الجناح الأيمن. يلعب حاليا لصالح البديع (معارا من المحرق) الذي ينافس في الدوري البحريني الممتاز للموسم 2021-2022.